# Кашне
Кашне́ (фр. cache-nez, "спрячь нос", «тайник для носа») — шейный платок или шарф, которым укрывают шею и нижнюю часть лица, включая нос, в холодную или сырую ветреную погоду.

## Этимология
Слово «кашне» было заимствовано из французского языка в середине XIX века. Впервые оно было зафиксировано в Словаре иностранных слов Углова (1859 год), где ему было дано следующее определение: «род платка или шарфа, закрывающего шею и переднюю часть лица для предохранения от холода». Слово происходит от французского «cache-nez», представлявшего собой сложение cacher «прятать» и nez «нос».

## История
При своём возникновении кашне отличалось от прочих разновидностей шарфов своей шириной и изготовлением из тканей ярких расцветок. Необычайный вид новой разновидности шарфов являлся своеобразным вызовом молодёжи обывательским нравам французского общества того времени.
В 1880-х годах в моду вошли белые кашне. В 1930-х годах в моду вошли мягкие узкие кашне. В 1950-х годах на Западе одной из характерных черт студенческого образа являлись длинные кашне. В 1960-х годах возродилась мода на мягкие узкие кашне 1930-х, которые наряду с длинными меховыми шарфами носили с большими меховыми шляпами.
В Российской империи кашне было заимствовано из французской моды в начале 1830-х годов. В газете «Молва», № 15 за 1833 год, писали: «Чудное зрелище, видеть наших фашионаблей (то есть модников) и данди, прячущих свой нос в лоскутах кашемира или шали, которые называются у них cache nez». Данная публикация свидетельствует о том, что для кашне в ту пору использовали узорчатые тонкие шерстяные ткани (кашемир, шаль), причём довольно ярких цветов. Десятилетие спустя, в 1840-е годы, кашне стали шить уже из ставших модными шерстяных тканей в клетку. Также до середины XIX века терминологически словом кашне обозначали и галстук с весьма длинными концами. Последние использовались не только для придания красоты, но и для защиты от холода. Таким галстуком являлся дорожный галстук Н. В. Гоголя. Кашне и в первую очередь манера его ношения явились своеобразным отзывом на события Июльской революции 1830 года во Франции. Российским модникам было известно о сложившейся в эпоху Великой французской революции моде среди французских щёголей по гравюрам, и они в 1830-х годах подражали им. Власти относились к ношению кашне как к признаку инакомыслия, не принимая в расчёт, что в основном носителями кашне были сторонники Июльской монархии. Также на восприятие кашне как признака вольнодумства влияло то, что они не являлись частью одежды мундирной публики (офицеров и чиновников). Однако со временем полезность кашне сыграла свою роль в их распространении и в отношении к ним. Через некоторое время этот предмет одежды стали использовать и женщины. В начале XX века в Российской империи вместе с фрачными накидками (пелеринами) и пальто стали носить кашне из белого шёлка, позднее добавились полосатые чёрно-белые кашне. Также в эту эпоху кашне носились и с визитками: они связывались на груди и закалывались булавкой.
Кашне стали носить как отличительный знак принадлежности к определённой банде уличные преступники и хулиганы. Так, в среде петербургских хулиганов начала XX века «гайдовцы» носили кашне синего света, а «рощинцы» — красного.

## Элемент военной формы
В вооружённых силах многих государств, кашне приняты как элемент военной формы одежды. В Советской армии ВС СССР к повседневной форме одежды офицеры и прапорщики обязаны были носить кашне серого цвета к шинели и кашне зелёного цвета к пальто для ношения повседневной формы вне строя. К парадной форме одежды офицеры и прапорщики к шинели надевали кашне белого цвета.
В военно-морском флоте ВС СССР офицеры и мичманы носили шелковые кашне белого цвета.